# Confezionatrice

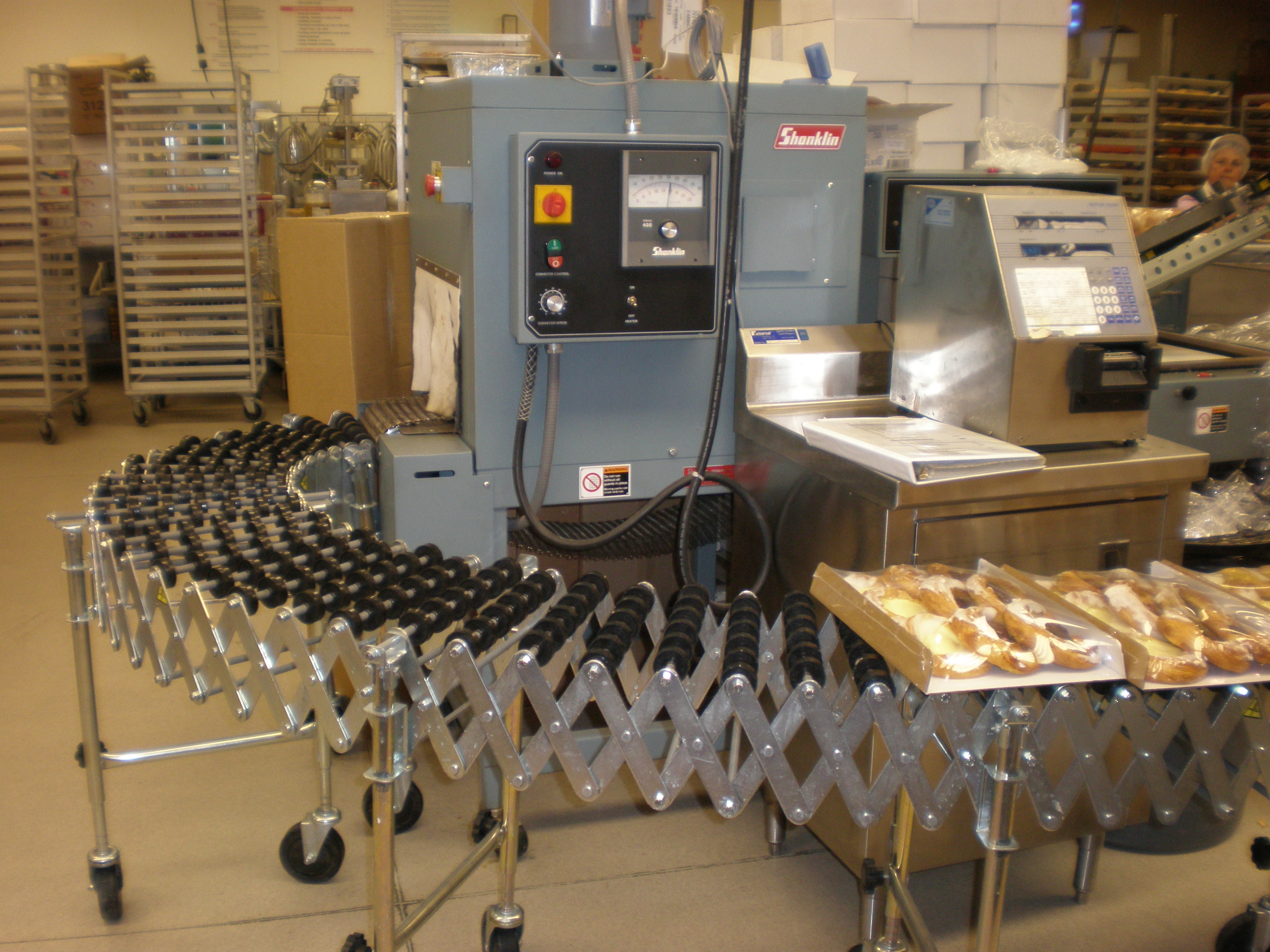
Confezionatrice di prodotti da forno

Le confezionatrici sono macchinari industriali utilizzati per confezionare prodotti. 

## Storia
Grazie alla diffusione della grande distribuzione è cresciuta l'esigenza di proteggere gli alimenti e aumentare la loro durata intesa come periodo di conservazione (shelf life), contrastando per quanto possibile modifiche chimiche, microbiologiche, fisiche, strutturali e sensoriali in ogni caso inevitabili nel tempo, in accordo alla Prima Legge di Parisi della Degradazione Alimentare. 

## Tipi

### Termosaldatrici
Le termosaldatrici sono macchine confezionatrici per saldare film in bobina (polipropilene, poliestere, o altri film plastici) su vaschette in plastica preformate; la possibilità di fare il vuoto all'interno del contenitore e di immettere gas inerti (atmosfera protettiva) la rende le macchine confezionatrici più usate nel confezionamento alimentare.

### Termoformatrici
Le termoformatrici sono confezionatrici che, partendo da due bobine di film prima formano la vaschetta poi, dopo il riempimento la termosaldano. Le termoformatrici danno la possibilità di immettere atmosfera modificata nella confezione. 
Sono macchinari adatti alle medie-grandi produzioni perché abbattono i costi per la parte inferiore della confezione (vaschetta).

### Blister
I blister sono macchine confezionatrici per saldare valve in materiale plastico su cartoncino accoppiato.

### Confezionatrici termoretraibili
Le confezionatrici termoretraibili sono macchine confezionatrici che, adoperando dei materiali idonei (Termoretraibili:che retraggono con il calore).
Esistono diverse classi principali di confezionatrici, le cui differenze principali sono il tipo e lo spessore dei materiali utilizzati:
- Fardellatrici: utilizzate normalmente per film in polietilene, ad esempio per film termoretraibili da applicare su confezioni di bottiglie di acqua. La confezione così ottenuta si chiama "fardello" e si presenta con due lati aperti, in modo da facilitare la presa della confezione; al fardello possono inoltre essere applicate maniglie adesive, incollate in automatico all'uscita dalla confezionatrice.
- Confezionatrici termoretraibili a campana: utilizzate normalmente per film in PVC e polipropilene.
- Confezionatrici termoretraibili a tunnel.